# Kocsi György
Kocsi György (Borszörcsök, 1955. április 20. –) magyar teológus, római katolikus pap, a Veszprémi Érseki Hittudományi Főiskola docense.

## Életpályája
Középiskolai tanulmányait a  győri Czuczor Gergely Bencés Gimnáziumban végezte, majd szintén Győrött, később pedig Budapesten teológiát tanult. Még diakónusként szembekerült az Állami Egyházügyi Hivatallal, melynek oka a Bulányi Györgygyel és a Bokor közösséggel való kapcsolata volt. A vele szolidaritást vállaló kispapok „főkolomposait” vidéki szemináriumokba száműzték. A szentelését megelőzően a rendőrség emberei félelemkeltés céljából két rendőrautóval szálltak ki szüleihez, érdeklődve fiuk holléte után, akiről persze tudták, hogy a Központi Szemináriumban van. Az esettel a Szabad Európa Rádió és számos nyugati újság is foglalkozott. 1980-as pappá szentelését követően nem doktorálhatott, sőt Budapestet is el kellett hagynia.
Mint veszprémi egyházmegyés pap a Zala megyei Búcsúszentlászlón, utána pedig Nagyatádon folytatta hivatását mint káplán. A szocialista országokba szóló útlevelét a búcsúszentlászlói rendőrőrs vezetője 1980 szeptemberében bevonta. Nyugati országokba szóló útlevélkérelmeit mindig elutasították, csak a világútlevél bevezetésekor kapott útlevelet, amikor az minden állampolgárnak alanyi jogon járt. 1986-ban Nagyatádon politikai okból bevonták gépjárművezetői engedélyét, majd három hónap múlva nemzetközi nyomásra visszaadták, de a Somogy megyei Iharosba helyezték át, ahol 1986-tól 1990-ig volt plébános.
1986-ban megtagadta az iharosi plébánosi működéshez megkívánt állameskü letételét, emiatt el akarták helyezni, de a hívek kitartottak mellette. Két évi „állóháború” után Németh Miklós miniszterelnöksége idején az állam eltörölte a korábban megkívánt államesküt. Ebben az időben Németh Miklós – Pintér Dezsőn keresztül – felkérte tanácsadónak egyházi ügyekben, amit nem fogadott el.
A rendszerváltást követően főpásztora, a veszprémi püspök jóváhagyásával a németországi Tübingenbe ment tanulmányi szabadságra. Ott a lelkipásztorkodás mellett folytatta teológiai tanulmányait és keleti nyelveket is tanult: a héber nyelvet Walter Groß-nál, az asszírológiát Wolfgang Röllignél, az egyiptológiát Wolfgang Schenkel-nél, az ugaritológiát pedig Paolo Xella-nál és Manfred Krebernik-nél végezte. Tanulmányait Herbert Haag, egykori neves tübingeni professzor tette lehetővé.
1995 decemberében tért vissza Iharosra plébániai kormányzónak. 1998-tól prefektus a Veszprémi Érseki Hittudományi Főiskolán. Ebben a felsőoktatási intézményben ógörögöt, bibliai hébert, ószövetség keletkezéstörténetet, módszertant tanított, korábban pedig bibliaismeretet és retorikát is oktatott. Ekkortól Zamárdi, valamint 2006-tól Balatonendréd plébánosa volt.
Sokat tett mindkét egyházközség fejlődéséért. Többek között 2010. június 27-én az ő fáradozása nyomán szentelték fel Magyarország máig egyetlen francia barokk orgonáját a Zamárdi Kisboldogasszony plébániatemplomban. Az orgonát a Pécsi Orgonaépítő Manufaktúra Kft. építette Bertrand Cattiaux világhírű francia orgonaépítő közreműködésével. Az orgona intonálását személyesen Mr. Cattiaux végezte. További részletek Mr. Cattiaux, valamint a zamárdi plébánia honlapján találhatók.
Szívélyes, jó barátságban volt Polcz Alaine íróval, pszichológussal és férjével, Mészöly Miklós íróval.

## Kitüntetései
- Magyar Köztársasági Arany Érdemkereszt (2011)
- Széchenyi Társaság díja, (2012)

## Teológiai munkássága
Teológusként elsősorban az Ószövetséggel foglalkozik. Tanulmányait, jegyzeteit több folyóiratban (Pannonhalmi Szemle, Vigilia, Távlatok stb.) is publikálták. A kutatások mellett fordítói munkát is végez. Számos német nyelvű tanulmányt ültetett át magyar nyelvre.

## Művei, fontosabb publikációi
- Hogyan olvassuk a Szentírást? In: Katolikus Kincses Kalendárium, Agapé, 2006. 65-80. o.
- Az Ószövetség és az erőszak. In: Vigilia 2007/6. 402-412. o.
- A szombat ünneplése az Ószövetségben, az Újszövetségben és a zsidóságban Archiválva 2021. október 22-i dátummal a Wayback Machine-ben. In : Pannonhalmi Szemle, vacare Deo, 2007. XV/2. évf. 8-18. o.
- Hogyan lett Jahvéból, Izrael Istenéből a népek Istene. In: Pannonhalmi Szemle, 2008. XVI/1. évf. 3-14. o.
- A királyság megítélésének holisztikus szemlélete. In: Bibliai évkönyv a Biblia évében, 2008. Jeromos Társulat, 2008.
- Jézus szeretetéért. Kairosz, 2008. (Interjúkötet.)
- Történetkritika és pozitív jövőszemlélet Izraelben a deuteronomisztikus történeti mű alapján. In: Athanasianum, 2009.
- Ha tűzben jársz is, a lángok nem perzselnek. Kairosz, 2009.

## Néhány fontosabb fordítása
- Gerhard Lohfink: Milyennek akarta Jézus a közösséget? Egyházfórum, 1986.
- Gerhard Lohfink: Jézus utolsó napja. A passió eseményei. Egyházfórum, 1992; Kairosz, 2010.
- Norbert Lohfink: Álmok az egyházról. Agapé, 2004.
- Norbert Lohfink: Haragos visszatekintés az államra. Szent István Társulat, 2005. (Kocsi György készítette héber-magyar szószedettel.)
- Josef Ernst: Lukács. Egy teológus portréja. Kairosz, 2010. (Friesz Enikővel és Horváth Cecíliával.)
- Josef Ernst: János. Egy teológus portréja. Kairosz, 2011. (Friesz Enikővel.)
- Josef Ernst: Máté. Egy teológus portréja. Kairosz, 2012. (Friesz Enikővel és Imre Szabinával.)
- Josef Ernst: Márk. Egy teológus portréja. Kairosz, 2013. (Imre Szabinával.)